# Nikolaï Zadornov
Pour les articles homonymes, voir Zadornov.
Œuvres principales
Amour-batiouchka
Nikolaï Pavlovitch Zadornov (en russe : Никола́й Па́влович Задо́рнов), né le 5 décembre 1909 à Penza et décédé le 18 septembre 1992 à Riga, est un écrivain et scénariste russe soviétique, lauréat du prix Staline (1952). Il est le père de l'humoriste russe Mikhaïl Zadornov.

## Biographie
Né à Penza, Nikolaï Zadornov est le fils de Pavel Zadornov, un vétérinaire, et de son épouse Vera Zadornova. Il passe son enfance en Sibérie. En 1926-1941, il est acteur et metteur en scène dans plusieurs théâtres de Sibérie et de l'Extrême-Orient russe. Il collabore avec les périodiques Tikhoretski rabochi, Sovetskaïa Sibir, Krasnaïa Bachkiria. Lors de la Seconde Guerre mondiale il travaille au comité radiophonique du kraï de Khabarovsk et dans la revue de Khabarovsk Tikhookeanskaïa zvezda (ru). Il écrit à cette époque son premier roman historique Amour-batiouchka, en trois volumes, qui raconte le destin de la paysannerie de Priamourié au XIXe siècle, publié pour la première fois en 1940, dans le mensuel de la RSS carélo-finnoise Na roubejé (На рубеже),. En 1945, en tant que correspondant de l'agence TASS, il participe à l'invasion soviétique de la Mandchourie.
Il s'installe à Riga en 1946. À son initiative et sous sa direction, une section d'écrivains russes est créée au sein de l'Union des écrivains de la RSS de Lettonie. Il donne des conférences sur la littérature et devient le premier éditeur du magazine littéraire Parous (Парус) qui publie les œuvres des auteurs lettons traduites en russe.
Son roman en trois volumes La Guerre pour l'océan (Война за океан) paru en 1963 rend hommage à Guennadi Nevelskoï et relate la conquête de l'Extrême-Orient russe et le siège de Petropavlovsk.
En 1971, il publie le roman Tsunami consacré à l'expédition de l'amiral Ievfimy Poutiatine au Japon en 1854-1855.
D'après son scénario, en 1984, Sergueï Satyrenko réalise le film documentaire Sur les pas d'Arseniev qui raconte le parcours de l'officier-topographe de l'armée russe, explorateur de la Sibérie orientale Vladimir Arseniev. Dans ce film Zadornov s'illustre aussi comme narrateur.
Mort à Riga, Nikolaï Zadornov est enterré au cimetière de Jaundubulti de Jurmala.

## Distinctions
- prix Staline : 1952, pour les romans Amour-batiouchka, Kraï lointain, Vers l'océan
- ordre de la révolution d'Octobre : 1984
- ordre du Drapeau rouge du Travail : 1956, 1969
- ordre de l'Amitié des peuples : 1979
- ordre de l'Insigne d'Honneur :